# Gortynia
Gortynia (Grieks: Γορτυνία) is sedert 2011 een fusiegemeente (dimos) in de Griekse regio Peloponnesos.
De acht deelgemeenten (dimotiki enotita) van deze fusiegemeente zijn:
- Dimitsana (Δημητσάνα)
- Iraia (Ηραία)
- Kleitor (Κλείτωρ)
- Kontovazaina (Κοντοβάζαινα)
- Lagkadia (Λαγκάδια)
- Trikolonoi (Τρικόλωνοι), waarin de stad Stemnitsa ligt.
- Tropaia (Τρόπαια)
- Vytina (Βυτίνα)